# Vinitsa (distrikt i Bulgarien)
Vinitsa (bulgariska: Виница) är ett distrikt i Bulgarien.   Det ligger i kommunen Obsjtina Părvomaj och regionen Plovdiv, i den centrala delen av landet, 160 km öster om huvudstaden Sofia.
Trakten runt Vinitsa består till största delen av jordbruksmark. Runt Vinitsa är det ganska tätbefolkat, med 67 invånare per kvadratkilometer.